# San Marco in Lamis
San Marco in Lamis – miejscowość i gmina we Włoszech, w regionie Apulia, w prowincji Foggia.
Według danych na rok 2004 gminę zamieszkiwało 15 725 osób, 67,8 os./km².